# Бабук
Ба́бук (болг. Бабук) — село в Силістринській області Болгарії. Входить до складу общини Сілістра.

## Населення
За даними перепису населення 2011 року у селі проживали 528 осіб.
Національний склад населення села:
| Національність   | Кількість осіб | Відсоток |
| ---------------- | -------------- | -------- |
| болгари          | 378            | 73,0%    |
| цигани           | 132            | 25,5%    |
| Всього відповіли | 518            |          |

Розподіл населення за віком у 2011 році:
Динаміка населення: